# Te voglio bene assaje
Te voglio bene assaje (укр. Я тебе люблю дуже — неаполітанська пісня, написана у XIX ст. неаполітанською. У 1839 її вже співали мешканці Неаполя.

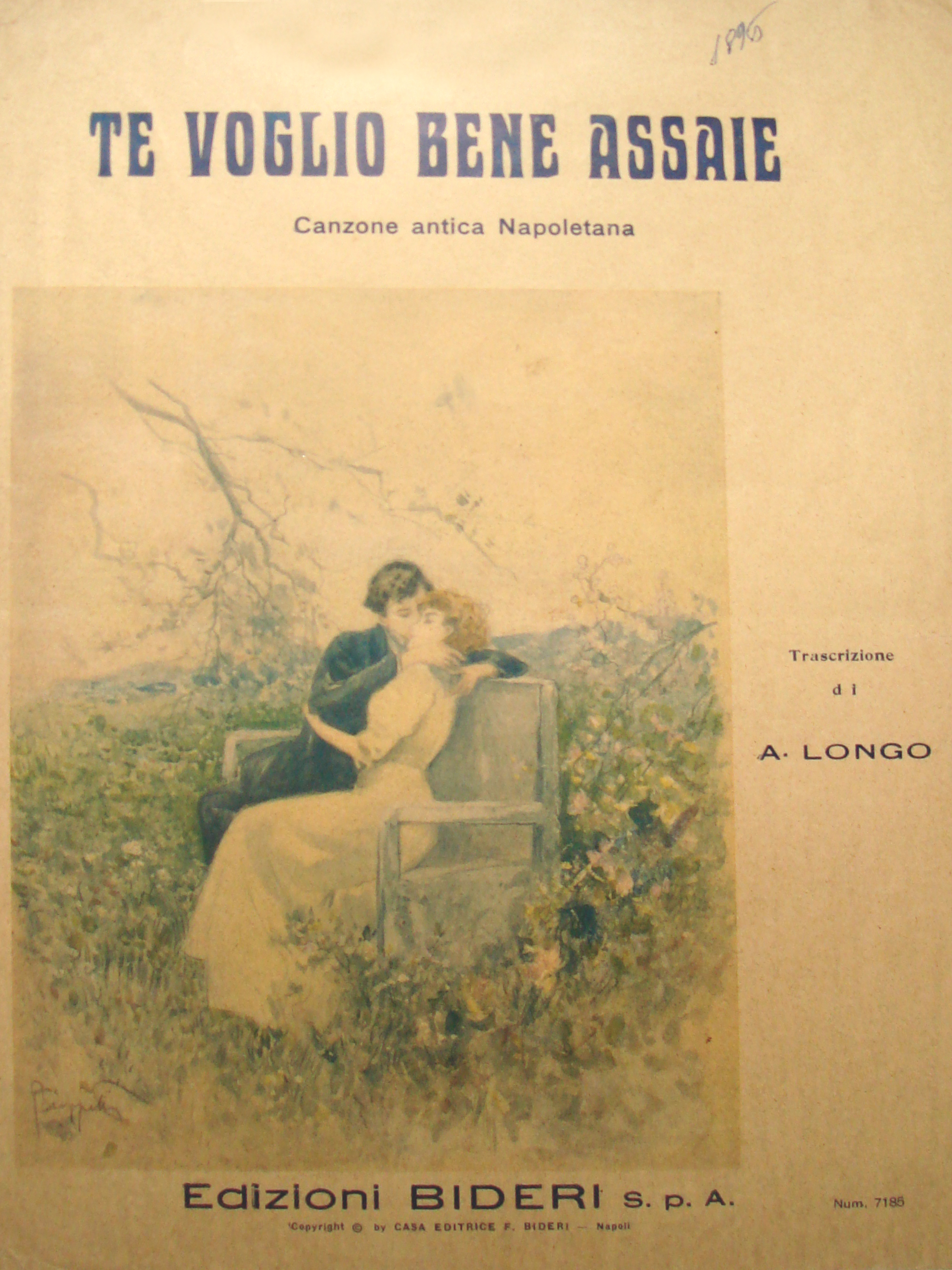
Обкладинка партитури пісні Te voglio bene assaje

Багато музичних критиків пов'язують з нею народження сучасної авторської пісні або принаймні перехід від народної музики до авторської пісні, 
оскільки вона була першим музичним твором, який взяв участь у пісенному змаганні в межах неаполітанського свята festa di Piedigrotta
Пісня була досить довгою і її прониклива в масу слухачів сила полягала у довірчому та легко запам'ятовному приспіві, який складався зі строфи:
|  | Nzomma, son'io lo fauzo? Appila, siè maesta: ca l'arta toia è chesta, lo dico mmeretà. Io iastemma' vurria lo juorno ca t'amaie! Te voglio bene assaje e tu non pienze a me |

## Походження
Щодо походження пісні, то існують численні його версії. Згідно з деякими, - поет Рафаеле Сакко, за професією оптик, відвідуючи партенопейські вітальні, написав пісню, присвятивши її миловидій синьйорі, з якою був у відносинах та жартівливій полеміці щодо гаданої двоєдушності поета та шлюбу з панною, що не стався.
Заперечувальні версії говорять, що твір, не будучи народженим народом,  був адресований народові.
Пісня була презентована 7 вересня 1839 на Festa di Piedigrotta і мала неймовірний успіх, за декілька місяців було продано  180000 коп'єл, тобто листів з надрукованими партитурами та текстами. 
Понад те, для багатьох сезонів Фести П'єдігротти ця пісня заспівувалась майже як офіційний гімн неаполітанської музики.
Що стосується музики, - розповсюджена легенда приписує її Гаетано Доніцетті проте у 1839 композитор активно працював над іншими творами, і з попереднього року знаходився у Парижі. Спеціалісти історики музики (Де Мура (De Mura) та Де Рубертіс (De Rubertis)) вважають, що її автором певно є маестро Філіппо Кампанелла (Campanella) компаньйон та друг Сакко.